# Afrikai, Karibi és Csendes-óceáni Államok Csoportja

Az ACP-országok a világ térképén

Az ACP-országok más néven AKCS-országok (angol rövidítés: African (afrikai), Caribbean (karibi) és Pacific (csendes-óceáni) szavakból) az Európai Közösséggel, illetve annak utódjával, az Európai Unióval együttműködési megállapodást kötő harmadik világbeli országok csoportját jelentik.

## Nemzetközi szerződések

### A loméi egyezmények
1975-ben, Togo fővárosában írták alá az Európai Unió és a 71 fejlődő ország gazdasági együttműködését segíteni hivatott egyezményt, amelyet a következő két évtizedben három másik követett. Az európai országok célja az egyezmény aláírásával az volt, hogy a gyarmati idők elmúltával is biztosítani tudják az ipar számára szükséges nyersanyagokat, illetve továbbra is jó pozíciókat alakíthassanak ki a fejlődő országok növekvő piacain. Az egyezményeket aláíró fejlődő országok elsősorban az Unió által felkínált fejlesztési forrásokra és az egyes termékeik számára megnyíló közösségi piacokra számítottak.
A loméi egyezményekben az EU egyoldalúan vámmentes kereskedelmet biztosított a fejlődő országok mezőgazdasági termékei számára. Az EU kidolgozott egy pénzügyi stabilizáló mechanizmust (STABEX) is, amellyel az exportra kerülő mezőgazdasági termékek áringadozásából keletkező károkat enyhítik.

### A cotonoui megállapodás
A benini Cotonouban, mely az ország közigazgatási és kulturális központja, 2000-ben az ACP-országok száma 77-re bővült. Az aláíró államok már nem csak gazdasági, hanem fejlesztési és politikai partnerséget is kötöttek az EU-val.

## Az ACP-országok

### Afrika
Angola,  Benin,  Bissau-Guinea,  Botswana,  Burkina Faso,  Burundi,  Comore-szigetek,  Csád,  Dél-afrikai Köztársaság,  Dzsibuti,  Egyenlítői-Guinea,  Elefántcsontpart,  Eritrea,  Etiópia,  Gabon,  Gambia,  Ghána,  Guinea,  Kamerun,  Kenya,  Kongói Demokratikus Köztársaság,  Kongói Köztársaság,  Közép-afrikai Köztársaság,  Lesotho,  Libéria,  Madagaszkár,  Malawi,  Mali,  Mauritánia,  Mauritius,  Mozambik,  Namíbia,  Niger,  Nigéria,  Ruanda,  São Tomé és Príncipe,  Seychelle-szigetek,  Sierra Leone,  Szenegál,  Szomália,  Szudán,  Szváziföld,  Tanzánia,  Togo,  Uganda,  Zambia,  Zimbabwe,  Zöld-foki Köztársaság

### Karib-térség
Antigua és Barbuda,  Bahama-szigetek,  Barbados,  Belize,  Dominikai Közösség,  Dominikai Köztársaság,  Grenada,  Guyana,  Haiti,  Jamaica,  Kuba,  Saint Kitts és Nevis,  Saint Lucia,  Saint Vincent és a Grenadine-szigetek,  Suriname,  Trinidad és Tobago

### Csendes-óceáni térség
Cook-szigetek,  Fidzsi-szigetek,  Kelet-Timor,  Kiribati,  Marshall-szigetek,  Mikronézia,  Nauru,  Niue,  Palau,  Pápua Új-Guinea,  Szamoa,  Salamon-szigetek,  Tonga,  Tuvalu,  Vanuatu